# 正義開発党
正義開発党（せいぎかいはつとう、ソマリ語: Ururka Caddaalada iyo Daryeelka、アラビア語: حزب العدالة والتنمية、英語: For Justice and Development）は、アフリカ大陸東端のソマリア半島にある事実上の独立国家であるソマリランドの政党である。マスメディアによっては、正義福祉党とも訳されることがある。社会主義インターナショナルにオブザーバー加盟している。